# Erik Van Looy
Erik Ludovicus Maria Van Looy (Deurne, 26 aprile 1962) è un regista, sceneggiatore e conduttore televisivo belga.

## Biografia
Van Looy ha studiato presso la Royal Institute for Theatre, Cinema and Sound di Bruxelles. Dopo vari cortometraggi, nel 1993 debutta alla regia con il lungometraggio Ad Fundum. Nel 1999 scrive e dirige il suo secondo film Shades. Nel 2003 ottiene un buon successo in patria con De zaak Alzheimer, adattamento cinematografico dell'omonimo romanzo poliziesco di Jef Geeraerts. 
Nel 2008 ottiene un altro successo al botteghino con il thriller Loft, tanto che qualche anno dopo ne dirige un remake statunitense. Nel 2016 dirige il thriller The Premier - Rapimento e ricatto.
Parallelamente alla carriera da cineasta, Van Looy lavora per la televisione belga come conduttore televisivo. Dal 2002 al 2004 ha condotto uno spazio di cinema all'interno del programma De laatste show, andato in onda su VRT. Dal 2004 conduce il quiz De Slimste Mens ter Wereld. Ha inoltre condotto la quarta edizione del quiz De Pappenheimers. Van Looy ha prestato la sua voce per l'edizione belga del film d'animazione Robots.

## Filmografia

### Regista
- Dr. Tritsmans (1988) - cortometraggio
- Yuppies (1991) - cortometraggio
- Ad Fundum (1993)
- Shades (1999)
- De zaak Alzheimer (2003)
- Loft (2008)
- The Loft (2014)
- The Premier - Rapimento e ricatto (De Premier) (2016)

### Sceneggiatore
- Dr. Tritsmans, regia di Erik Van Looy (1988) - cortometraggio
- Yuppies, regia di Erik Van Looy (1991) - cortometraggio
- Shades, regia di Erik Van Looy (1999)
- De zaak Alzheimer, regia di Erik Van Looy (2003)
- Dossier K., regia di Jan Verheyen (2009)
- The Premier - Rapimento e ricatto (De Premier), regia di Erik Van Looy (2016)